# Oxígeno FM
Oxígeno FM fue una estación radial chilena ubicada en el 88.5 MHz del dial FM en Santiago de Chile, que emitió entre el 2 de octubre de 1996 y el 1 de septiembre de 2000.
En agosto de 2000 fue adquirida por Ibero American Radio Chile (en ese entonces perteneciente a Claxson Interactive Group), quienes relanzaron la también adquirida Radio Concierto en las frecuencias que poseía.

## Antiguas frecuencias
- 88.5 MHz (Santiago); hoy Radio Concierto.